# Buonconvento
Buonconvento là một đô thị ở tỉnh Siena trong vùng Toscana, có cự ly khoảng 70 km về phía nam của Florence và khoảng 25 km về phía đông nam của Siena in the area known as the Crete Senesi. Tại thời điểm ngày 31 tháng 12 năm 2004, đô thị này có dân số 3.199 người và diện tích là 64.8 km².
Đô thị Buonconvento có các frazioni (các đơn vị trực thuộc, chủ yếu là các làng) Bibbiano và Percenna.
Buonconvento giáp các đô thị: Asciano, Montalcino, Monteroni d'Arbia, Murlo, San Giovanni d'Asso.